# 瓦伦湖

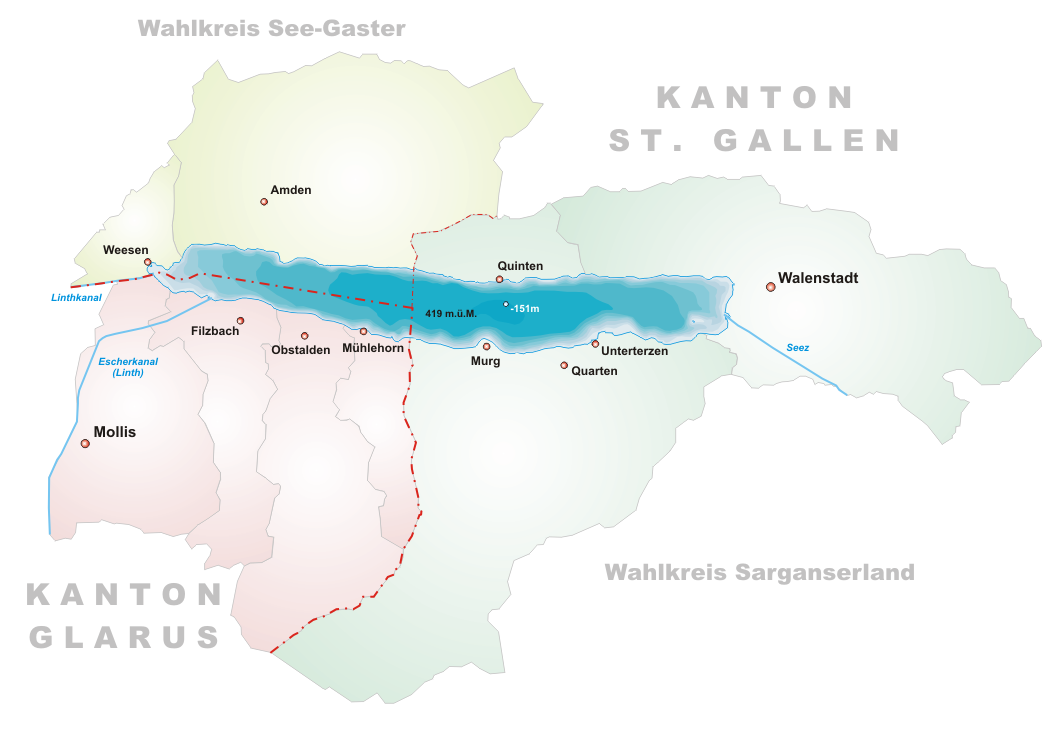
瓦伦湖地图

瓦伦湖（德語：Walensee）是瑞士的一个较大湖泊，面積24.19 平方公里，大约2/3的水面位于格拉鲁斯州，1/3的水面位于圣加仑州。
林特河等河流注入瓦伦湖，随后再流入苏黎世湖。